# Aleiodes scrutator
Aleiodes scrutator – gatunek błonkówki z rodziny męczelkowatych.

## Taksonomia
Możliwe, że niektóre okazy uznawane za ten gatunek są w rzeczywistości okazami innych, nie opisanych jeszcze gatunków, mniej lub bardziej spokrewnionych z Aleiodes scrutator.

## Zasięg występowania
Północna Kanada oraz USA. Częstszy w północnej części zasięgu występowania.

## Budowa ciała
Osiąga 4,5–6 mm długości. Przyoczka małe. Czułki złożone z 37–45 segmentów.
Grzbietowa strona ciała ciemnobrązowa bądź czarna. Większość samic i wiele samców ma jasnożółtą plamę na górnej stronie metasomy, zaczynającą się od końca pierwszego i ciągnącą do początku trzeciego tergitu.

## Biologia i ekologia
Aleiodes scrutator jest wewnętrznym parazytoidem larw gąsienic motyli z wielu różnych rodzin.